# Mauro Galvão
Pour les articles homonymes, voir Galvão.
 (juillet 2017).
Si vous disposez d'ouvrages ou d'articles de référence ou si vous connaissez des sites web de qualité traitant du thème abordé ici, merci de compléter l'article en donnant les références utiles à sa vérifiabilité et en les liant à la section « Notes et références ».
Mauro Geraldo Galvão (Porto Alegre, 19 décembre 1961) est un ancien footballeur et aujourd'hui entraîneur brésilien. Il a joué défenseur central, notamment avec SC Internacional et l'équipe du Brésil.

## Carrière de joueur

### En club
- 1979 - 1986  : SC Internacional   ( Brésil)
- 1986 - 1987  : Bangu AC   ( Brésil)
- 1987 - 1990  : Botafogo FR   ( Brésil)
- 1990 - 1996  : AC Lugano   ( Suisse)
- 1996 - 1997  : Grêmio Porto Alegre   ( Brésil)
- 1997 - 2000  : CR Vasco da Gama   ( Brésil)
- 2000 - 2001  : Grêmio Porto Alegre   ( Brésil)

Mauro Galvão a été quatre fois champion du Brésil, avec trois clubs différents.
Il a été nommé « ballon d'argent brésilien » en 1979, 1985 et 1987.

### En équipe nationale
Il a disputé la Coupe du monde 1990 avec l'équipe du Brésil.
Mauro Galvão a eu 26 sélections avec l'équipe du Brésil (17 victoires).

## Palmarès
- Vainqueur de la Copa América en 1989 avec l'équipe du Brésil
- Médaille d'argent aux Jeux olympiques de 1984 avec l'équipe du Brésil[1]
- Champion du Brésil en 1979 avec SC Internacional, 1996 avec Grêmio Football Porto-Alegrense, 1997 et 2000 avec CR Vasco de Gama
- Champion de l'État de Rio de Janeiro en 1989 et 1990 avec Botafogo FR, et en 1998 avec CR Vasco de Gama
- Champion de l'État du Rio Grande do Sul en 1981, 1982, 1983 et 1984 avec SC Internacional, 1996 et 2001 avec Grêmio Football Porto-Alegrense
- Vainqueur de la coupe de Suisse en 1993 avec Lugano
- Vainqueur de la Recopa d'Amérique du Sud en 1996 avec Grêmio Football Porto-Alegrense
- Vainqueur de la coupe du Brésil en 1997 et 2001 avec Grêmio Football Porto-Alegrense
- Vainqueur de la Copa Libertadores en 1998 avec CR Vasco de Gama
- Vainqueur du tournoi Rio- São Paulo 1999 et 2000 avec CR Vasco de Gama
- Vainqueur de la coupe Mercosul en 2000 avec CR Vasco de Gama
- Vainqueur de la coupe de l'État du Rio Grande do Sul en 2001 avec Grêmio Football Porto-Alegrense